# Mojković
Mojković (em cirílico: Мојковић) é uma vila da Sérvia localizada no município de Krupanj, pertencente ao distrito de Mačva, na região de Rađevina. A sua população era de 687 habitantes segundo o censo de 2011.

## Demografia
| 1948  | 1953  | 1961  | 1971  | 1981  | 1991 | 2002 | 2011 |
| ----- | ----- | ----- | ----- | ----- | ---- | ---- | ---- |
| 1 364 | 1 417 | 1 253 | 1 192 | 1 032 | 909  | 790  | 687  |